# Jerome Badini
Jérôme Badini (1970) is een Franse saxofonist.
Jérôme Badini is de zoon van Gérard Badini, een saxofonist en dirigent die onder meer werkte met Duke Ellington, Stan Getz en Dee Dee Bridgewater en kleinzoon van een operazanger in La Scala.
Jérôme Badini begon zijn carrière als componist en speelde tenorsaxofoon in een aantal jazz- en popbands in Europa. Hij is de grondlegger van de electrosax-stijl, die een aantal internationale artiesten heeft geïnspireerd. Gevoed door Maceo Parker en Bennie Maupin, is er gezegd dat de sax een trance-maker in zijn handen is. De stijl van Jérôme Badini kan worden omschreven als een krachtig geluid, bondig en hypnotiserend, als een DJ aan een rij draaitafels, die de melodie laat draaien tot een strakke, verleidelijke razernij. Hij speelde in veel van de beroemdste clubs en concertzalen ter wereld, waaronder Ibiza, New York, Miami en Parijs.
In 2001 ontmoette hij Alexkid via Dimitri From Paris en componeerde met hem de ballad Trindade voor Trip Do Brasil (Sony Music). In 2002 nam hij met David Duriez Get On Down (2020 Vision) op. In 2004 componeerde en produceerde hij zijn eerste album, 'Round The Clock (Super Bad Trax), een reis van 12 nummers naar de betoverde wereld van Super Bad, de tenorsaxavonturier!
In 2006 werkte hij voor het eerst met het orkest van zijn vader, waar hij Scriabin's Groove mixte en produceerde, waardoor Alexander Scriabin pianostukken tegenovergesteld werd aan hun transposities in het idioom van de jazz. In 2007 creëerden Jean-Philippe Audin (VideoCello), Jérôme Badini (ElectroSax) en Judith Darmont (VideoKeyboard) het MovieSonic-concept, waarbij toneelmuziek, foto en video werden gemixt via hun digitaal verbeterde instrumenten.
Jérôme Badini is sinds 2010 producer bij Radio France en presenteert anno 2021 het radioprogramma Les légendes du jazz, op France Musique.

## Discografie
- Trip Do Brasil (Sony Music, 2001)
- Get On Down (2020 Vision, 2002)
- Foreground (Super Bad Trax / IC Music, 2003)
- 'Round The Clock (Super Bad Trax / IC Music, 2004)
- Scriabin's Groove (Super Bad Trax, 2006)